# Archbach
Archbach är ett vattendrag i Österrike.   Det ligger i förbundslandet Tyrolen, i den västra delen av landet, 400 kilometer väster om huvudstaden Wien.
I omgivningarna runt Archbach växer i huvudsak blandskog. Runt Archbach är det ganska glesbefolkat, med 26 invånare per kvadratkilometer.